# Hanchinal, Basavana Bagevadi
Hanchinal là một làng thuộc tehsil Basavana Bagevadi, huyện Bijapur, bang Karnataka, Ấn Độ.